# Distrito judicial de Piura
El distrito judicial de Piura es una división administrativa del Poder Judicial del Perú. Tiene como sede la ciudad de Piura y su competencia se extiende a cinco provincias del departamento homónimo.

## Historia
La historia de este distrito judicial está ligada con la de la Corte Superior de Justicia de Piura, la misma que fue creada por Ley del Congreso del 31 de octubre de 1874. Dicho órgano tenía competencia sobre los territorios de los actuales departamentos de Piura y Tumbes separándolos de la competencia de la Corte Superior de Justicia de La Libertad. Dicha corte se instaló el 26 de febrero de 1876 bajo la presidencia de Manuel Pardo y Lavalle. El primer presidente de la corte fue el doctor Ricardo Wenceslao Espinoza Medina, quien además impulsó la creación de esta corte desde su posición como diputado por Piura.
El 26 de marzo del 2001, el Consejo Transitorio del Poder Judicial creó el distrito judicial de Tumbes y la Corte Superior de Justicia de Tumbes separando de la competencia del distrito piurano todo el territorio del departamento de Tumbes. Posteriormente, el 2 de diciembre del 2010 se creó el distrito judicial de Sullana y la Corte Superior de Justicia de Sullana separando de la competencia del distrito piurano el territorio de las provincias piuranas de Sullana, Talara y Ayabaca.

## Conformación
El distrito judicial de Piura contiene 66 dependencias judiciales incluyendo 7 salas superiores, 42 juzgados de primera instancia, 17 juzgados de paz letrados y diversos juzgados de paz en distintas partes del territorio de su jurisdicción.

## Jurisdicción
El distrito judicial de Piura tiene jurisdicción sobre cinco provincias del departamento de Piura: Huancabamba, Morropón, Paita, Piura y Sechura